# Dallas (sèrie de televisió)
Dallas és una sèrie de televisió dels Estats Units que consta de 356 episodis de 45 minuts, un episodi de 70 minuts, dos telefilms de 90 minuts i un altre de 135. Fou creada per David Jacobs i emesa entre el 2 d'abril de 1978 i el 3 de maig de 1991 al canal CBS, i produïda per Lorimar Television. Fou emesa en català per TV3 del 1983 al 1992 i es considera que va marcar un punt d'inflexió en la difusió i utilització de la llengua catalana, que a la televisió fins aleshores només s'utilitzava per a l'alta cultura, per expressar també la cultura popular i registres més baixos o en tot cas una referència a la història de la televisió en català, atès que va ser la primera obra audiovisual doblada en català emesa per la televisió catalana.

## Argument
La sèrie narra les tempestuoses relacions dels Ewing, una família multimilionària, poderosa i molt influent a l'estat de Texas. Té com a escenari principal el negoci de petroli de la companyia familiar Ewing Oil, i en segon pla la ramaderia a través de la granja Southfork, on vivia la família, prop de la ciutat de Dallas. Fou una de les sèries més venudes arreu del món i doblada per emetre-la a nombrosos països, motiu pel qual esdevingué una de les sèries dramàtiques de més durada, ja que arribà a les 13 temporades. D'entre els personatges, el més popular sens dubte fou J.R. Ewing (interpretat per Larry Hagman), el fill gran sense escrúpols, amb un matrimoni completament infeliç i caracteritzat per l'avarícia i l'ànsia de poder i diners, enmig dels negocis més turbulents que el fan enfrontar-se a tota la família.

## Context de l'aparició de la sèrie
Des que la televisió s'assentà en la majoria de les cases occidentals, en la dècada dels 50, les sèries han anat guanyant-se les preferències d'un ample sector del públic. Al començament els protagonistes d'aquestes sèries eren detectius, doctors o advocats de conducta modèlica, o bé famílies, gairebé sempre nombroses, que lluitaven per sortir-se'n en un medi rural o urbà, simbolitzant el conegut estil de vida estatunidenc.
Amb el pas del temps tant les famílies com els herois televisius començaren a evolucionar, revelant-se menys perfectes i més normals. El drama es convertí en melodrama, i les Soap Operas, sèries programades per a l'hora de després de menjar, obtingueren un èxit insospitat als Estats Units, especialment entre el públic femení. Hereves directes de les Woman's Pictures (pel·lícules de dones) que en els anys 30 i 40 protagonitzaren actrius com Bette Davis i Joan Crawford, les seves característiques essencials eren un elevat nombre d'episodis (cal tenir en compte que s'emeten cada dia), una gran quantitat de personatges i uns arguments complicats.
A les acaballes dels 70 aparegué un nou subgènere, entre els nombrosos espectacles musicals, sèries policíaques i comèdies de situació, que arribà a conquerir el públic d'arreu del món: es tracta de les Super Soaps, telefilms melodramàtics amb un pressupost que augmentava a mesura que passaven els anys, ja que anaven dirigits a un sector d'audiència molt més ample. Els humils i bons membres de les típiques famílies dels 70 deixaren pas als corruptes personatges dominats pel poder i el sexe, que captaren l'atenció del públic dels 80. Els sociòlegs intentaren explicar per què triomfaven aquestes sèries.
La fórmula de Dallas, la sèrie que inicià un canvi, es repetiria durant els anys següents: la història paral·lela de diverses famílies els membres de les quals no eren precisament exemplars, i en què els bons constituïen una excepció. Amb un repartiment que reunia veterans secundaris per una banda, i joves amb certa experiència per una altra, el que feu que Dallas fos un èxit fou, bàsicament, l'estructura narrativa: una sèrie de trames entrelligades que formen una història amb un argument que gira al voltant d'una família de Texas, els Ewing, milionaris gràcies al petroli i la ramaderia. També s'evoca la magnificiència de Gegant el 1956, la pel·lícula en què actuaren Elizabeth Taylor i Rock Hudson amb temes similars: molt de petroli, ramaderia, diners, poder i problemes familiars.

## Inicis de la sèrie
A començaments del 1978 el director i guionista David Jacobs tingué la idea de posar en marxa la sèrie mentre veia en televisió la pel·lícula Escenes d'un matrimoni, d'Ingmar Bergman, on una difícil relació de parella era analitzada en profunditat pel director suec, considerat com un dels més hermètics del cinema europeu. Jacbos tingué l'original ocurrència de plantejar aquest mateix tema en un ambient típic americà i estendre'l a diverses parelles de forma simultània, el que permetia una anàlisi més completa i més rendible.
Però la CBS, la cadena que l'encomanà el projecte, li demanà quelcom de més espectacular, com una saga. La seva idea inicial s'acabaria convertint en Knots Landing, la sèrie paral·lela a Dallas. Així que imaginà en principi que la sèrie podia situar-se en el món de les altes finances de Nova York, però es considerà que la ciutat dels gratacels ja havia estat molt freqüentada en el cinema. Ramaderia i pous de petroli, en canvi, constituïen un element nou i alhora real, ja que Texas havia estat un dels estats que conegué un desenvolupament econòmic més vertiginós en els anys 70.
El següent pas fou contactar amb una productora que estigués disposada a dur a terme el projecte. Lorimar hi accedí, atès que tenia diversos èxits amb sèries com Family o Eight is Enough, de temàtica oposada a Dallas.
Filmada inicialment amb una etapa-pilot o minisèrie de cinc parts, el 2 d'abril de 1978 se n'emetia el primer episodi, La filla d'en Digger. El secret de l'inesperat èxit consistia en uns brillants guions i un ajustat repartiment. Els papers dels patriarques estaven destinats des del començament a Barbara Bel Geddes, notable actriu amb una gran experiència teatral, i a Jim Davis, un vell actor de repartiment d'incomptables wèsterns.
El paper central de la sèrie, que tingué una popularitat mítica, fou per a Larry Hagman, fill de l'estrella teatral Mary Martin, que no aconseguí triomfar en les seves aparicions cinematogràfiques i televisives. El seu únic èxit relatiu l'havia obtingut els anys 60 amb la sèrie I Dream Of Jeannie que protagonitzà juntament amb Barbara Eden. Hagman no hauria imaginat mai que un paper d'aquestes característiques el fes esdevenir l'actor més popular i millor pagat de la història de la televisió estatunidenca. La persona que va convèncer-lo perquè acceptés el paper de John Ross II Ewing (J.R. Ewing), un home adúlter i sense escrúpols, fou precisament la seva dona Maj.
Els altres papers es repartiren mitjançant diverses proves realitzades per Lorimar. Un paper de transsexual en una comèdia serví perquè els productors es fixessin en Linda Gray i la convoquessin per a una prova, que consistia a dir quatre línies i plorar. Fou d'aquesta manera que aconseguí el paper de Sue Ellen Shepard Ewing Lockwood, la dona de J.R. Ewing. Quant al personatge de Pamela Jean Barnes Ewing (Pam Ewing), el productor executiu Philip Capice i la directora de repartiment Irene Mariano, no varen dubtar a triar Victoria Principal quan varen veure-la plorar després de dir el seu diàleg.
Aquella escena pertanyia al primer episodi i juntament amb Victoria, també actua Steve Kanaly en el paper de Raymond Ewing Krebbs (Ray Ewing), el cap de la granja on vivien els protagonistes. El personatge de la rebel Lucy Ann Ewing Cooper fou assignat a la vital Charlene Tilton, i Patrick Duffy completava el ventall de personatges de la sèrie en la primera temporada com a Robert "Bobby" James Ewing.
Tot i que fou un secret durant molt de temps, l'últim episodi de les cinc que conformaven l'etapa-pilot finalitzava amb la mort d'en Bobby, que deixava sola la Pamela en la seva lluita contra JR. Però per ironies del destí el petit dels Ewing morí set anys després a petició de l'actor, i, un any més tard, tornaria a la vida, per demanda dels espectadors.
La quarta etapa registrà una baixa: Jim Davis, el patriarcal John Ross "Jock" Ewing, havia mort abans de concloure el rodatge de l'anterior bloc d'episodis. Per cobrir el buit deixat per aquest actor fou contractat com a personatge fix Howard Keel com a Clayton Farlow.
Actors com Jared Martin, Leigh McCloskey, Timothey Patrick Murphy, John Beck, Christopher Atkins, Dack Rambo i Sasha Mitchell feren intervencions més o menys extenses com a atractiu addicional per al públic femení. D'altres papers foren interpretats per actrius ja conegudes als Estats Units: Susan Flannery, Joanna Cassidy, Priscilla Pointer, Lois Chiles, Bárbara Carrera, Leigh Taylor-Young, Lesley-Anne Down o Barbara Eden.
Ocasionalment es va recórrer a estrelles com Alexis Smith i Donna Reed, menbtre que, d'altres vegades, les escollides eren ja famoses, com Priscilla Presley, vídua d'Elvis Presley, o Deborah Shelton, Jenilee Harrison i Karen Kopins.
Juntament amb l'heterogeni grup format pels actors de Dallas, cal destacar que n'hi hagué que rebutjaren participar en la sèrie, com Robert Foxworth (que després acceptà un paper principal a Falcon Crest), o bé abandonaren els seus personatges (com Colleen Camp, Morgan Fairchild, Francine Tacker, David Ackroyd i David Wayne). A conseqüència de tantes desercions els productors es van veure obligats a cercar substituts amb massa freqüència. Entre els artistes que, suposadament, rebutjaren papers a Dallas, cal destacar Madonna, Warren Beatty, Nastassia Kinski, Dorothy Malone, Lori Singer i Ryan O'Neal. Tots ells varen preferir continuar amb llurs carreres en cinema o televisió.
Dels cinc episodis que s'havien pensat al començament, es passà a tretze, després a vint-i-nou, finalitzant la primera temporada. El març de 1982 s'emeté l'episodi n.100 i el novembre del 85 ja n'hi havia 200, fins a superar amb escreix els 300. Hi ha quelcom que per als productors estava sempre fora de discussió: Larry Hagman havia de romandre en la sèrie, ja que el seu personatge, JR Ewing, era el símbol de Dallas.